# Diadegma nepalense
Diadegma nepalense är en stekelart som beskrevs av Kusigemati 1987. Diadegma nepalense ingår i släktet Diadegma och familjen brokparasitsteklar. Inga underarter finns listade i Catalogue of Life.